# Colt M1889
O Colt M1889 é um revólver de ação dupla fabricado pela Colt's Patent Fire Arms no final do século XIX. Sua importância histórica advém do fato de ter sido o primeiro revólver de ação dupla com cilindro de abertura lateral.

## Histórico
Em meados do século XIX, a Colt fabricou revólveres para o Exército e a Marinha baseados em um projeto de William Mason e Carl J. Ehbets. William Mason deixou a Colt em 1882 para trabalhar para a Winchester, mas Ehbets permaneceu na Colt e continuou a refinar o projeto no qual haviam colaborado. Esses refinamentos levaram ao Modelo 1889.

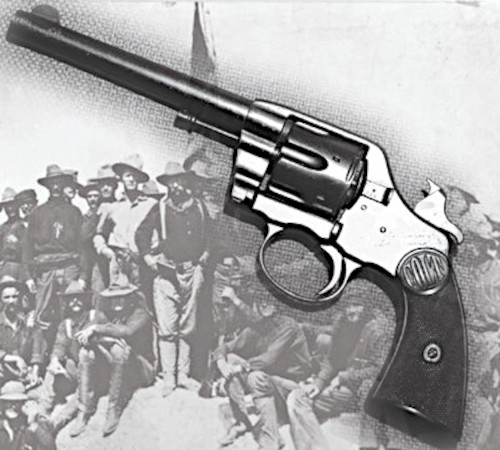
Um Colt M1889 fabricado em 1895 que pertenceu a Theodore Roosevelt.

A Colt foi o primeiro fabricante a produzir um revólver com tambor de abertura lateral. A Smith & Wesson fez o mesmo sete anos depois com o "First-model Hand Ejector revolver" ou "Model 1896" no calibre .32 S&W Long. Isso foi uma melhoria em relação ao design do Colt 1889, pois ele usava uma combinação de pino central e haste de ejeção para travar o cilindro na posição. O 1889 não usava um pino central e o cilindro estava sujeito a se mover para fora do alinhamento.

## Projeto e características
O Colt Model 1889 foi o primeiro revólver de ação dupla com cilindro de abertura lateral, liberado por uma trava deslizante. Este projeto tinha duas vantagens sobre os projetos anteriores, pois permitia um carregamento rápido, mas também mantinha a resistência de uma estrutura sólida. O Colt M1889 foi compartimentado para os cartuchos .38 Long Colt/.38 Short Colt e o .41 Long Colt.
A versão "Navy" era azulada e tinha um cano de 6 polegadas (152 milímetros). Foi fabricado com talas de borracha dura na empunhadura. As versões civis tinham acabamento azulado ou niquelado e talas de nogueira. Às vezes, podia ter talas de marfim.
O Colt Model 1889 diferia dos revólveres Colt anteriores porque seu cilindro girava no sentido anti-horário em vez de no sentido horário. Isso parece ter se originado com os requisitos da Marinha dos EUA, no entanto, a direção de rotação funcionava contra a direção de fechamento do cilindro e isso, tendia a forçar o cilindro para fora do alinhamento com o cano. Essa deficiência permitia que o cilindro girasse enquanto estava no coldre ou mesmo enquanto o atirador puxava o gatilho.

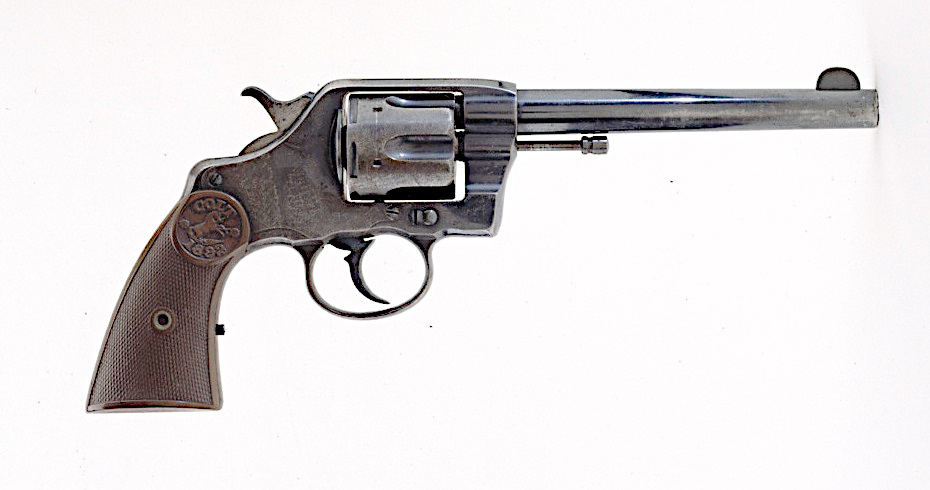
Um Colt M1889 clássico, fabricado em 1894.

## Nomenclatura e identificação
Existe entre os especialistas uma certa discordância quanto a nomenclatura e identificação do Colt M1889 e suas variantes. Há um certo consenso no entanto que modelos identificados como Models M-1892, M-1894, M-1895, M-1896, M-1901, M-1903 e M-1905, são apenas variantes da mesma arma projetada em 1889, com pequenas melhorias internas, sendo impossível distinguir entre elas apenas pela aparência externa; chegando a afirmar: "as diferenças entre os vários modelos eram quase impossíveis de observar do exterior do revólver, como as melhorias centradas no trabalho de fechamento e travamento do cilindro".

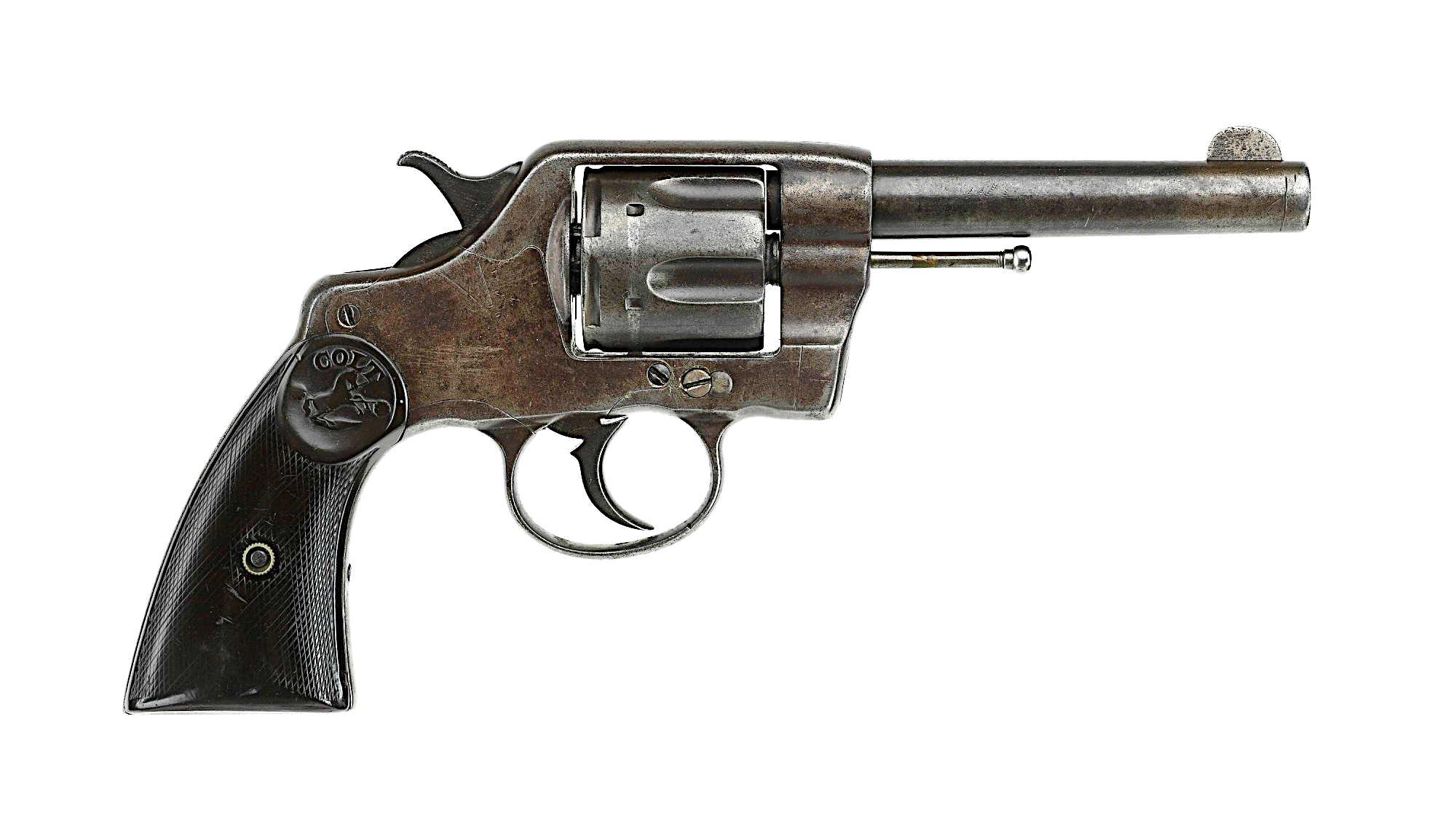
Um Colt M1889 de cano mais curto, fabricado em 1902.

Especificamente, as variantes do Colt M1889, lançadas em 1892, 1894, 1895 e 1896, são virtualmente idênticas ao modelo original, e todas mantiveram o mesmo calibre, o .38 Long Colt.

## Utilização
O Colt Model 1889 e suas variantes foram adotados pelo Exército dos Estados Unidos e usados antes da introdução da pistola M1911. O Model 1889 também foi vendido comercialmente como Colt New Army and Navy. Aproximadamente 31.000 revólveres Colt M1889 foram produzidos.